# Цибуля Кирила
Цибуля Кирила (Allium cyrilli) — вид трав'янистих рослин родини амарилісові (Amaryllidaceae), поширений на півдні Франції й Італії, у Греції, Криму й західній Туреччині.

## Опис

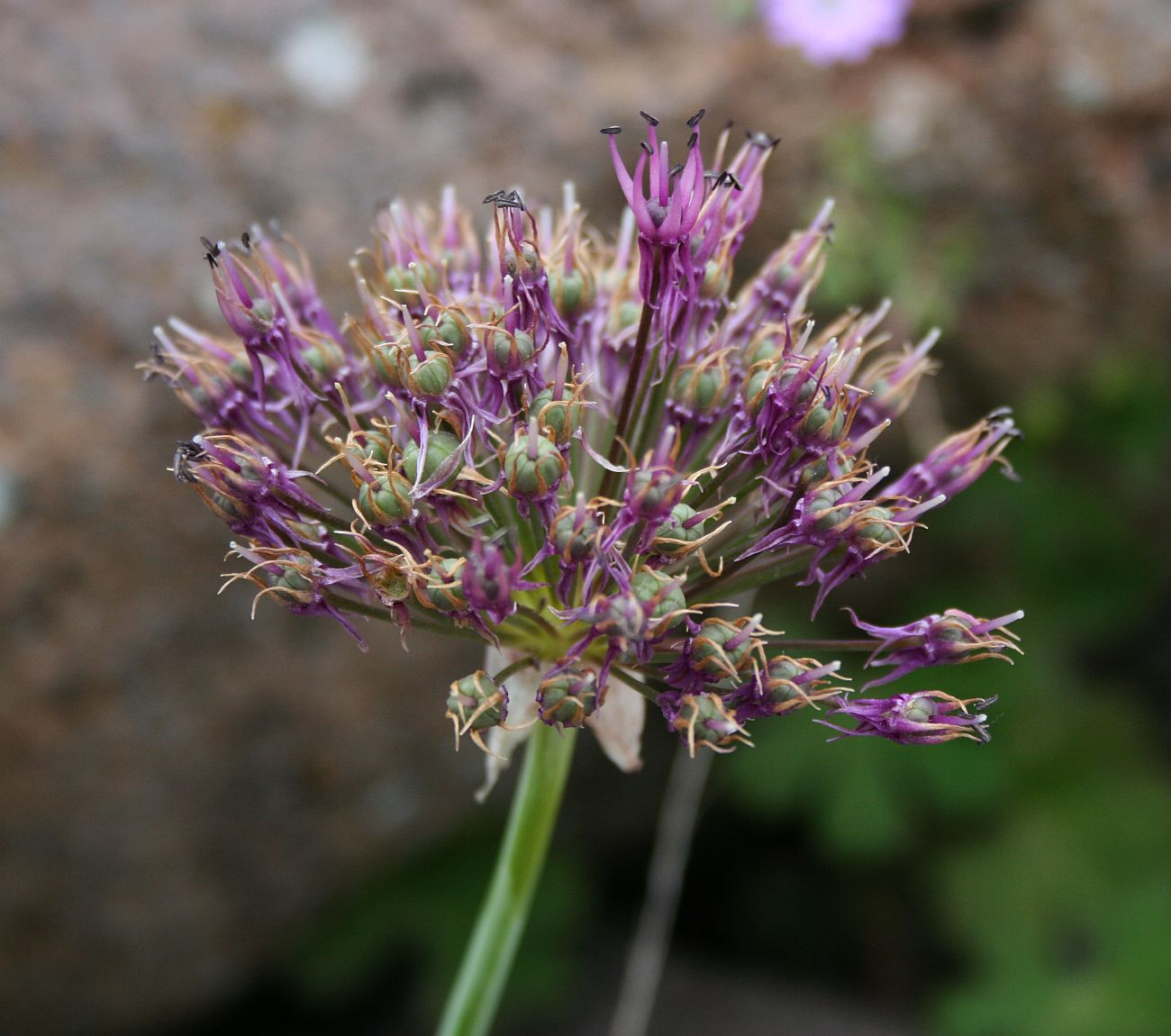

Цибулини 1–2 см в діаметрі, широко яйцеподібні. Стебло 50–60 см. Листків 3–5, 20–30 см × 10–35 мм, всі базальні, широко лінійні. Зонтик 4–7 см в діаметрі, багатоквітковий, квітконоси 15–25 мм, майже рівні. Зовнішня оцвітина чашоподібна, сегменти 6–7 × 1–1.5 мм, білі, з широкою зеленою серединною смугою, лінійні, гострі. Зав'язь велика, глибоко фіолетового забарвлення. Пиляки жовтуваті. Коробочка ≈ 5 мм.

## Поширення
Європа: пд. Франція, пд. Італія, Греція, Крим — Україна; Азія: зх. Туреччина.
В Україні зростає у Криму. Входить до переліку видів, які перебувають під загрозою зникнення на території м. Севастополя.